# Liste der Metropoliten der ukrainischen griechisch-katholischen Kirche
Die folgenden Personen waren als Metropoliten bzw. Großerzbischöfe von Kiew (und Halytsch resp. Galizien) bzw. Erzbischöfe von Lemberg/Lwiw Oberhaupt der Ukrainischen Griechisch-Katholischen Kirche:

## Metropoliten von Kiew
- 1589–1599   Michael Rahoza
- 1600–1613   Hypathios Pociej
- 1614–1637   Wieljamin Jazep Rucki
- 1637–1641   Raffaele Korsak
- 1642–1655   Athonio Sialawa
- 1666–1674   Gabriel Kolenda
- 1674–1693   Cipriano Žachouskyj
- 1694–1708   Lew Schliubits-Zaneskyj
- 1708–1713   Juri Winnitskyj
- 1714–1728   Lew Luka Kischka
- 1728–1746   Athanasi Scheptitskyj
- 1747          Theodor Liubenetskyj-Rudnitskyj † 1751
- 1748–1762   Florian Grabnitskyj
- 1762–1778   Felician Philip Wolodkowytsch
- 1778–1779   Ljudwig Lew Scheptytskyj
- 1780–1788   Iasan Junoscha-Smagaschewskyj
- 1788–1805   Theodor Rostockyj  † 1805
- 1808–1809   Irakly Lisovskyj
- 1809–1815   Grigori Kohanowytsch
- 1817–1838   Josafat Bulgak † 1838

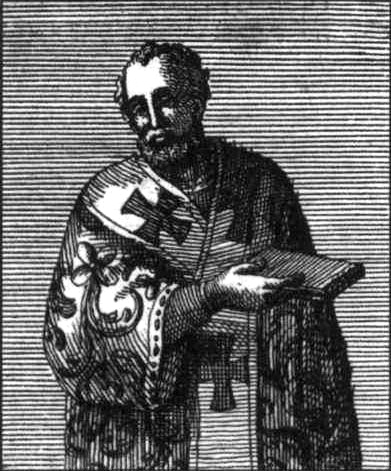
Michele Ragosa (Michał Rahoza)
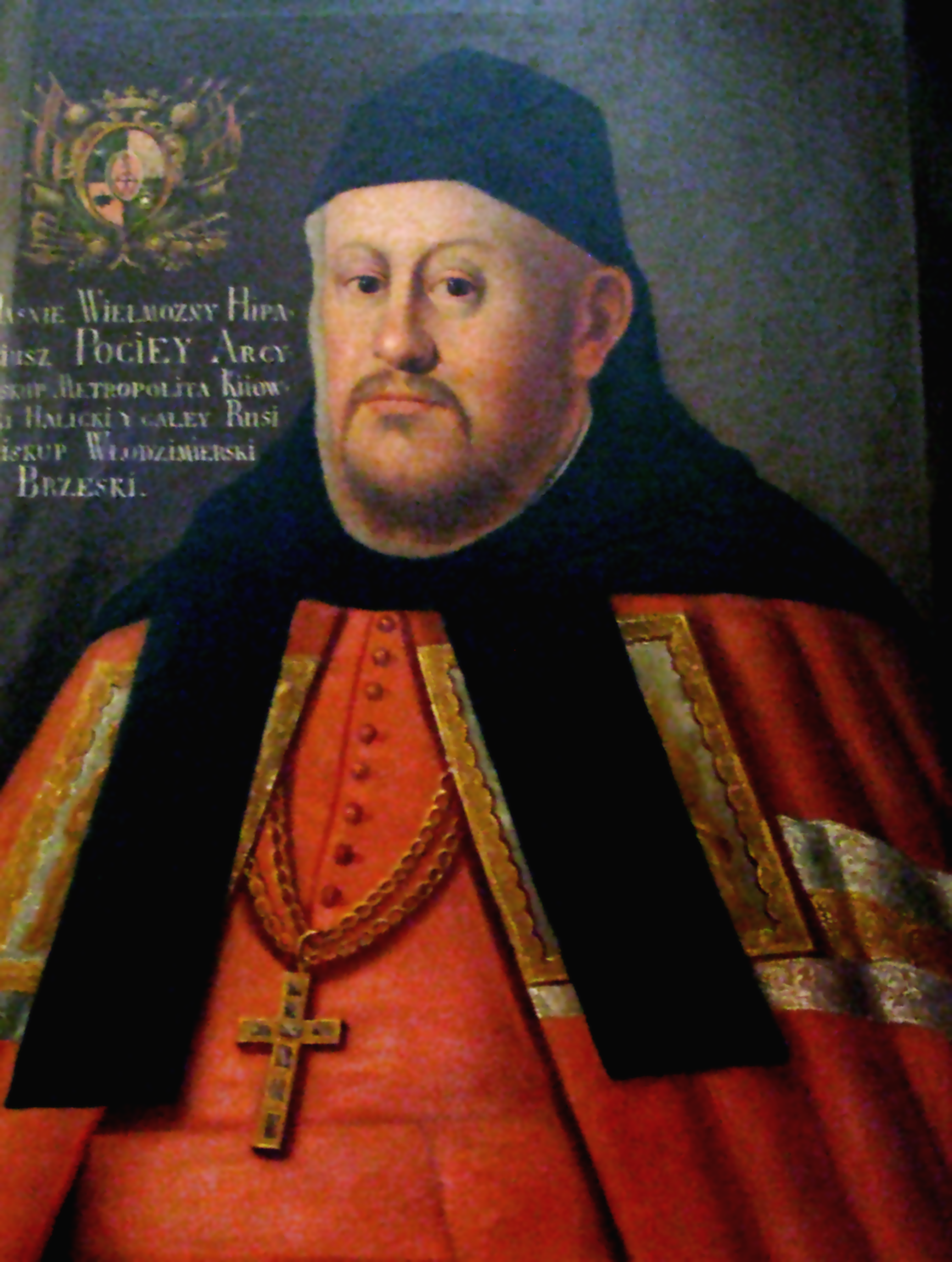
Ipaci Paciej (Hipacy Pociej)
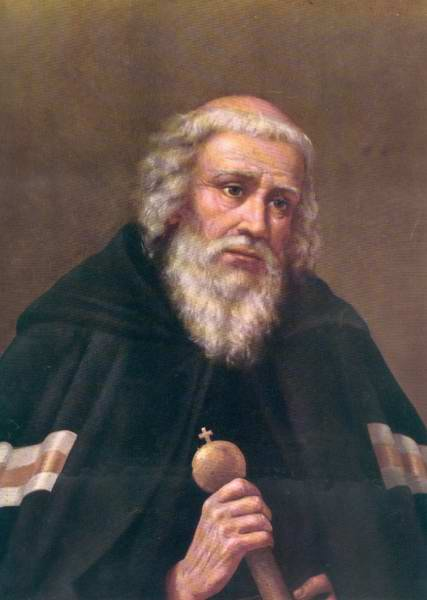
Wieljamin Jazep Rucki
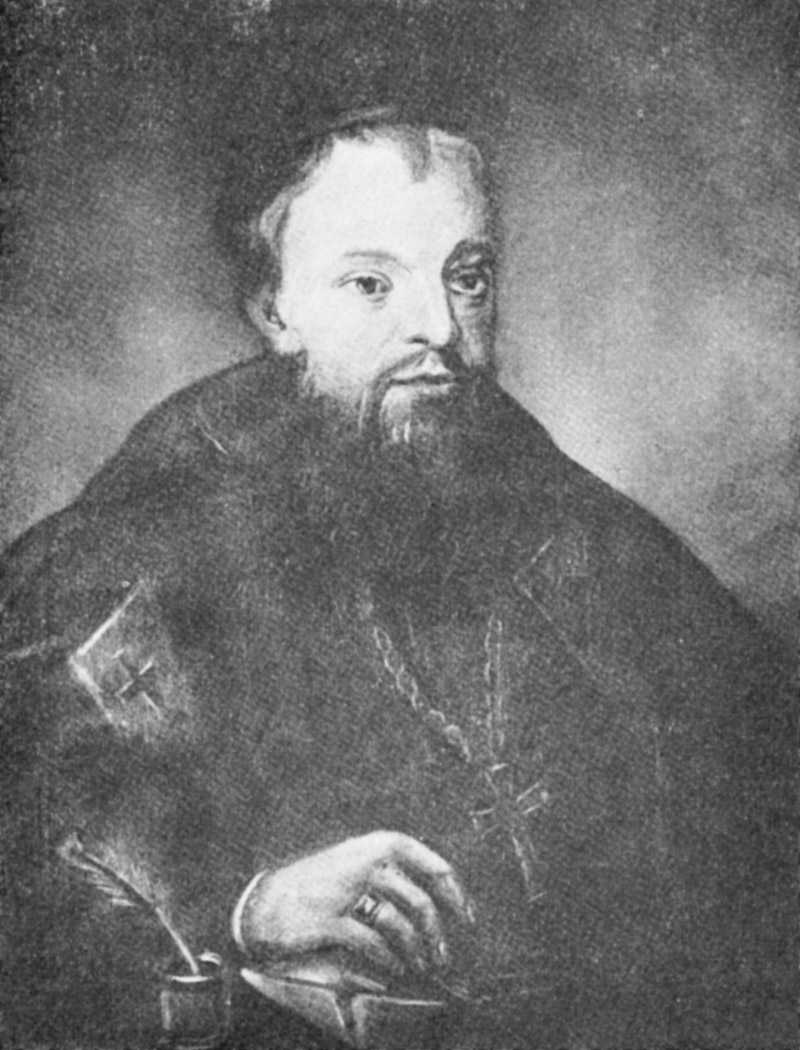
Raffaele Korsak
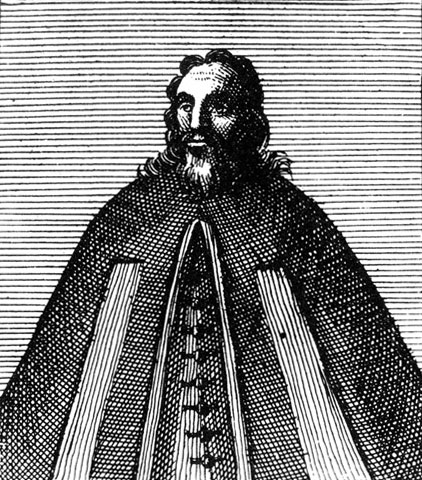
Athonio Sialawa
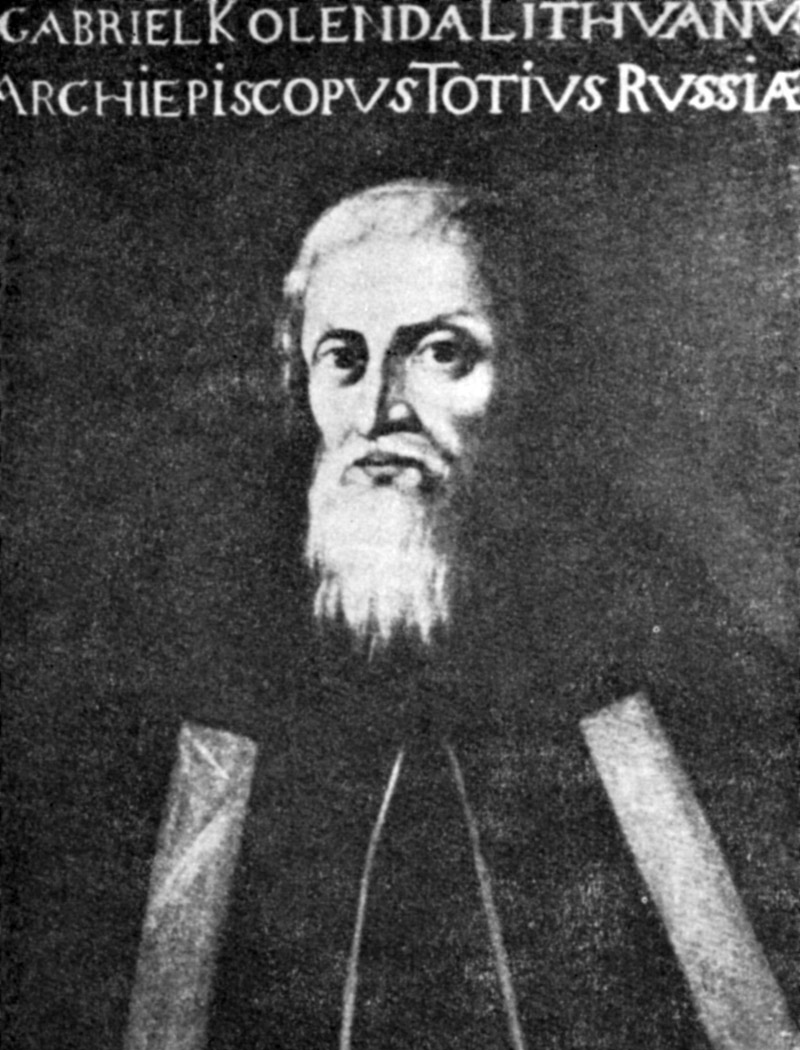
Gabriel Kolenda
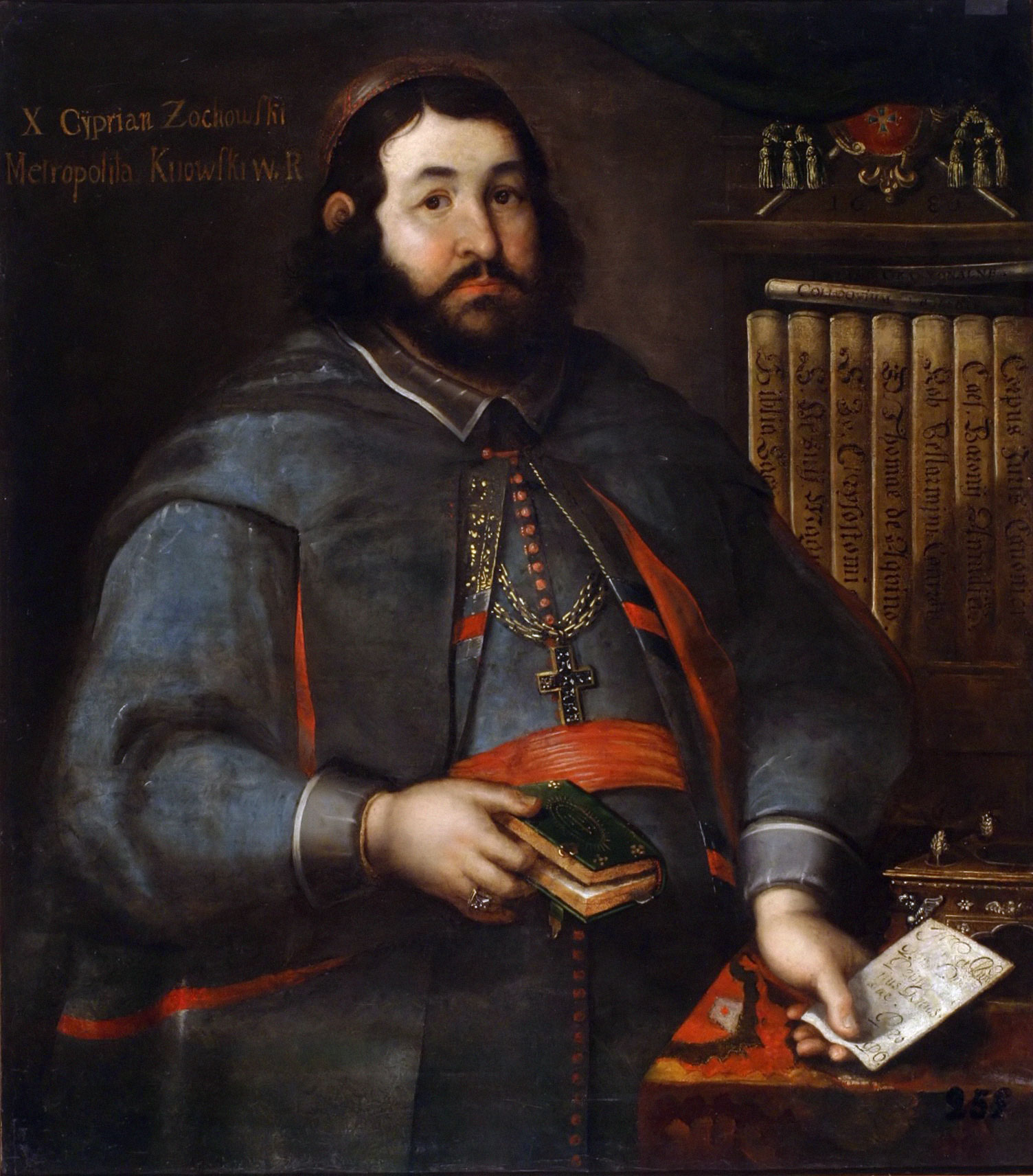
Cipriano Žachouskyj
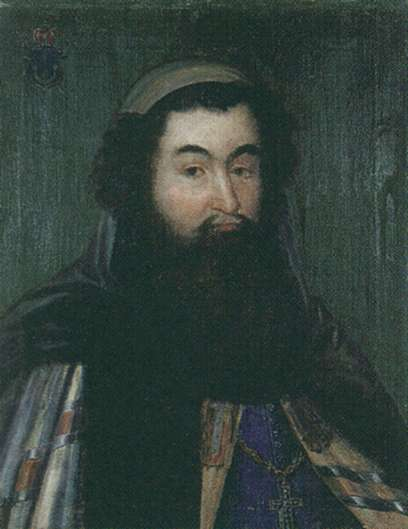
Juri Winnitskyj
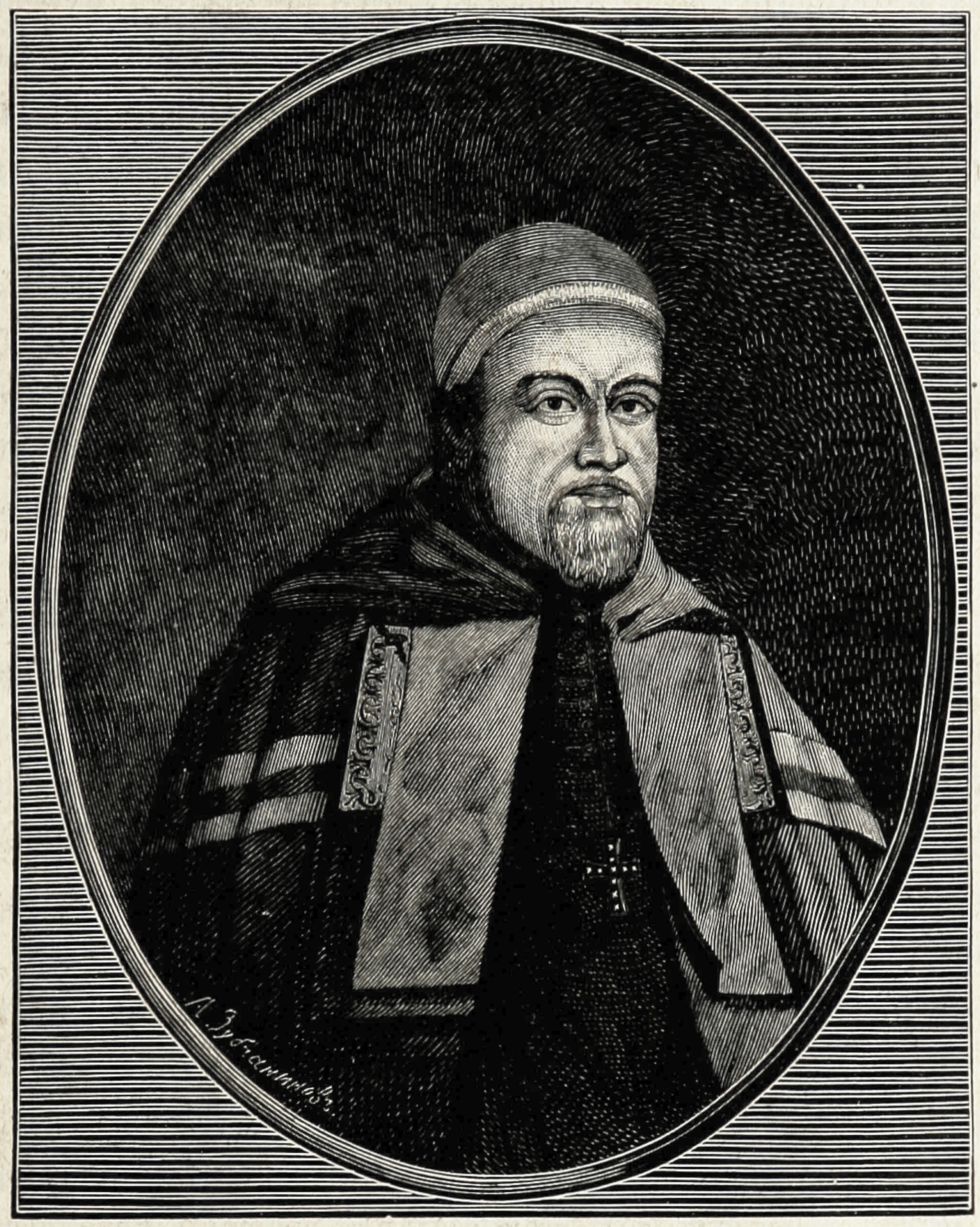
Lew Luka Kischka
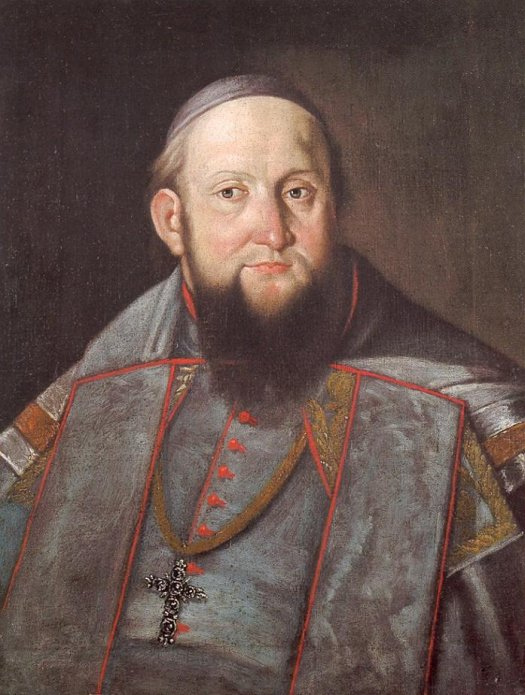
Athanasi Scheptitskyj
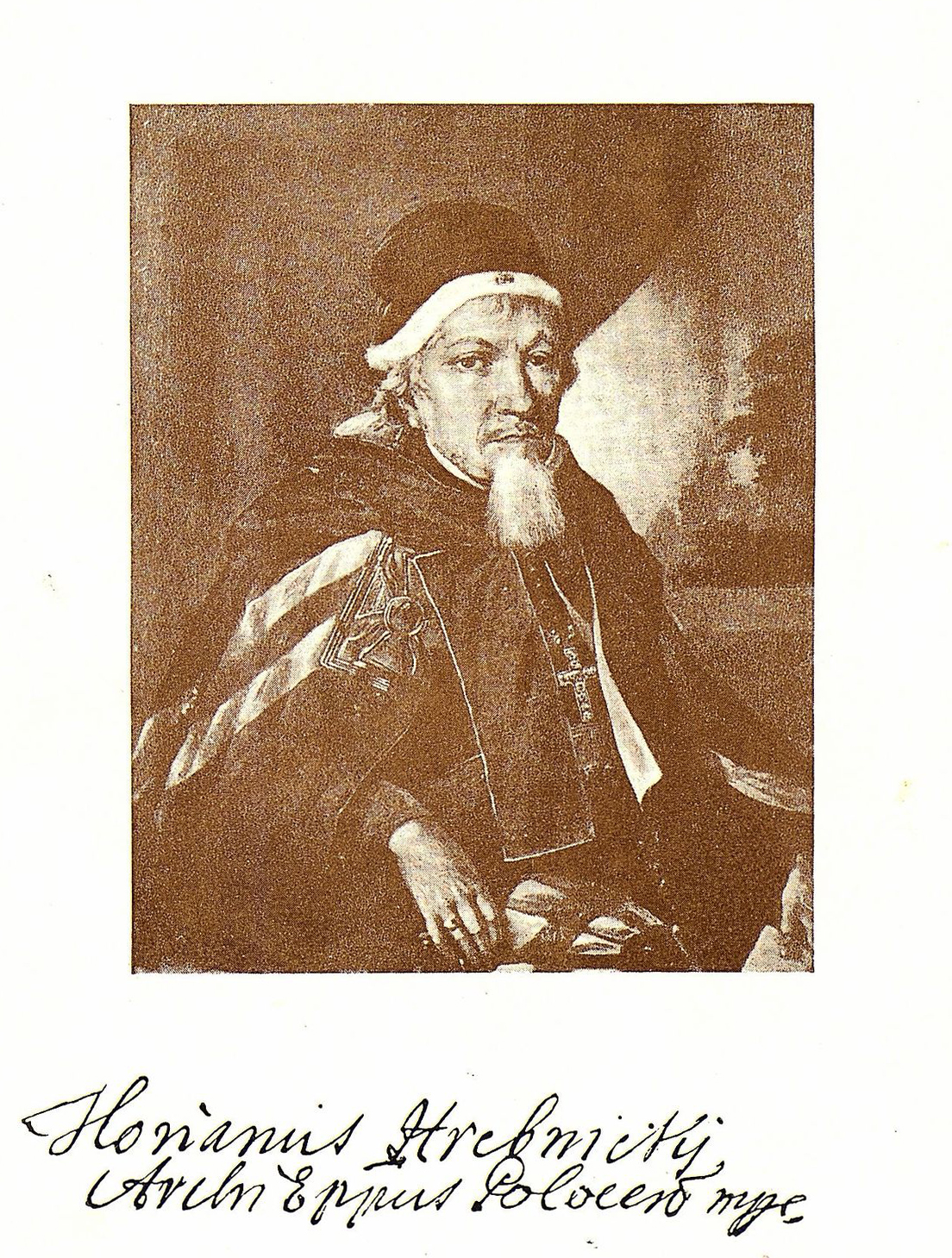
Florian Grabnitskyj (Flaryjan Hrabnicki)
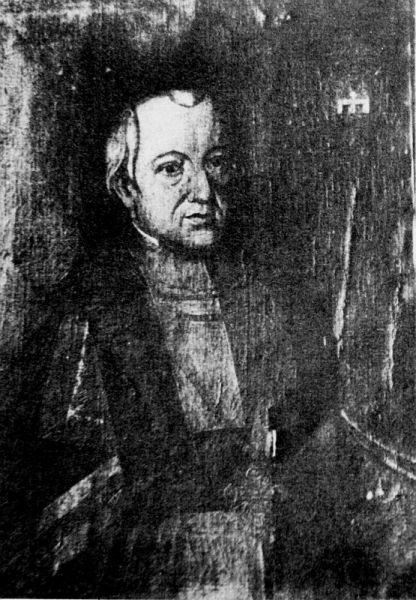
Felician Philip Wolodkowytsch (Felicyjan Vaładkovič)
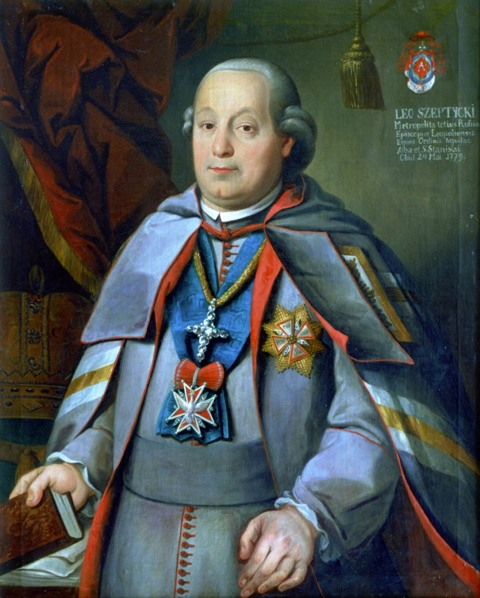
Ljudwig Lew Scheptytskyj (Leon Szeptycki)
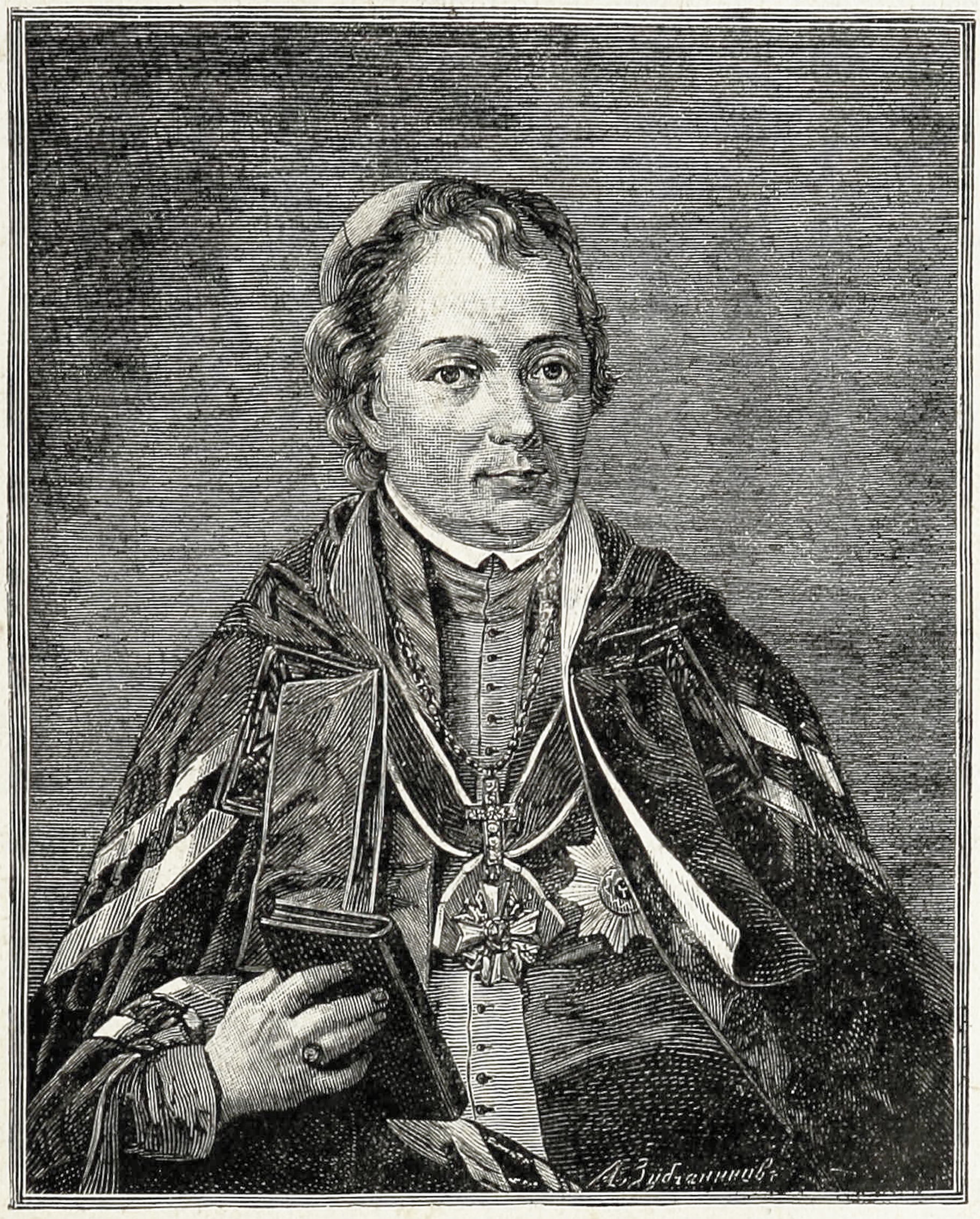
Iasan Junoscha-Smagaschewskyj
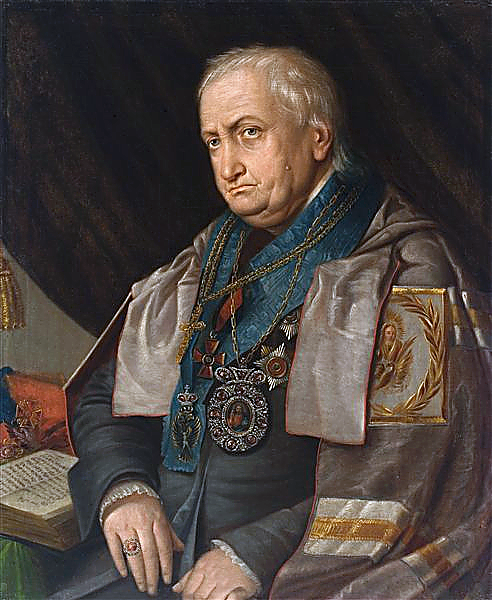
Jozafat Bułhak

## Metropoliten von Lemberg
- 1708–1710 Yuriy Havryil Vynnytskyi (Juri Winnitskyj) OSBM
- 1710–1715 Vasyl Varlam Šeptycki (Sheptyskyi)
- 1715–1746 Atanasij Šeptycki (Sheptyskyi)
  - 1746–1749 Onufrij Šumljanškyj (Administrator)
- 1749–1779 Lev Šzeptycki (Czeptytski)
- 1779–1798 Petro Bielański (Bilyanskyi)
- 1799–1805 Mikolaj Skorodynski
- 1805–1808 Vakant
- 1808–1814 Antoni Angelowicz
- 1816–1858 Mihail Lewicki
- 1858–1860 Vakant
- 1860–1863 Grigory Jachimowytsch, zuvor Bischof von Przemyśl (1848–1860)
- 1864–1869 Spyrydon Lytwynowytsch
- 1870–1882 Josyf Sembratowicz
- 1882–1898 Sylwester Sembratowicz
- 1899–1900 Julian Kuilovskyj
- 1900–1944 Andrej Scheptyzkyj, O.S.B.M.
- 1944–1975 Jossyf Slipy-Kobernytsky-Dyschkowskyj
- 1972–1991 Wolodymyr Sterniuk (1907–1997), Statthalter des Metropoliten/Großerzbischofs im Untergrund (Weihbischof; Erzbischof ist persönlicher Titel)

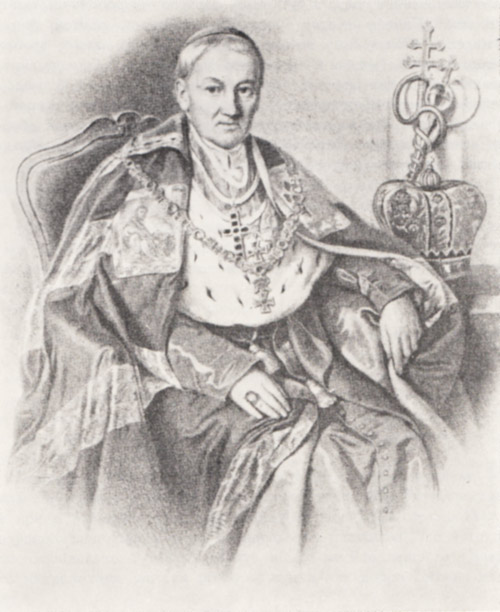
Mihail Kardinal Lewicki
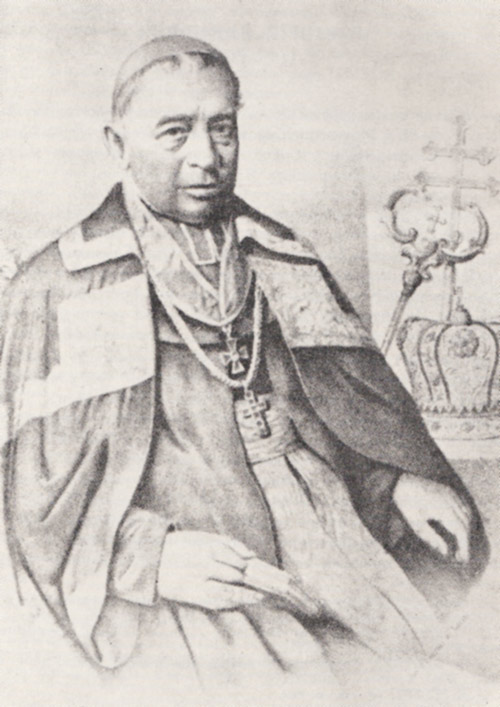
Grigory Jachimowytsch
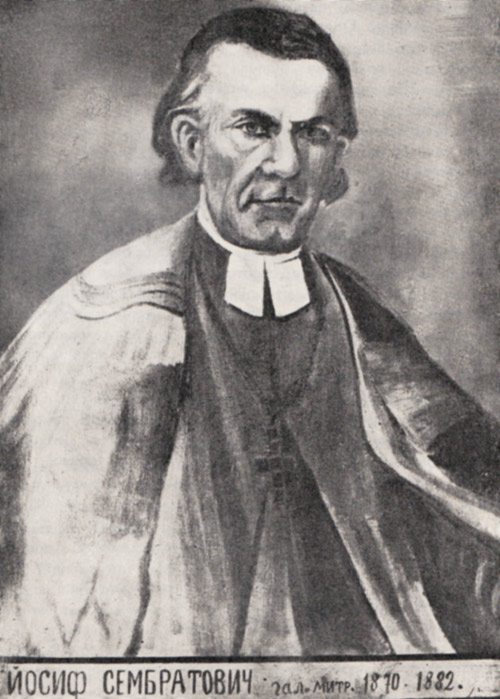
Jossyf Sembratowytsch
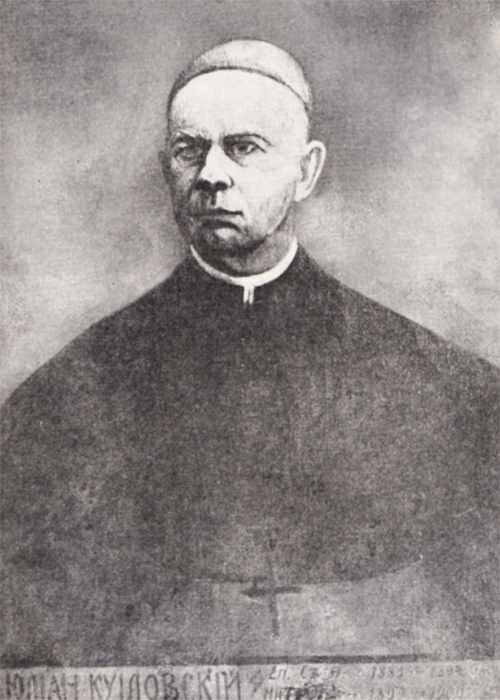
Julian Kuilovskyj

## Großerzbischöfe von Lemberg
- 1975–1984  Jossyf Slipyj-Kobernytsky-Dychkovsky (seit 1963 im Exil in Rom)
- 1984–2000  Myroslaw Iwan Ljubatschiwskyj
- 2001–2005  Ljubomyr Husar (der Sitz des Großerzbischofs wechselte nach Kiew und Halytsch)

## Erzbischöfe von Lemberg
- seit 2005 Ihor Wosnjak

## Großerzbischof von Kiew und Halytsch
- 2005–2011  Ljubomyr Husar
- seit 2011  Swjatoslaw Schewtschuk